# Ses Torretes
Ses Torretes és una masia del barri de Treumal a Sant Antoni de Calonge (Baix Empordà) protegida com a bé cultural d'interès nacional.

## Descripció
És una masia de planta rectangular de dues plantes i torres adossades — de les quals va prendre el nom — als extrems sud-est i nod-oest damunt un turó pinós. La coberta és a dues vessants. Sobre la porta es conserven les mènsules que sostenien un matacà (façana ponent). Les dues torres són de planta quadrada (2,75 metres de costat) i fan una alçada d'uns 9 metres. Estan cobertes amb teulada d'una vessant. Als murs s'hi obren espitlleres quadrades. L'aparell dels murs és de pedra irregular i carreus als marcs de les obertures i als angles.

## Història
El mas data del segle xvi o XVII i la propietat era molt extensa. Des de l'any 1930 a 1975 en foren masovers la família Parededa de Sant Antoni de Calonge. Després va pertàneyr a una família de Barcelona que ha portat a terme la restauració. Fins fa uns anys l'edifici estava cobert d'arrebossat i avui presenta la pedra vista. Ara és propietat d'uns italians.